# A23a
A23a este un aisberg desprins din banchiza Filchner–Ronne în 1986. Până în 2020 a fost blocat în fundul mării dar apoi a început să se miște. Are o suprafață de 3.900 kilometri pătrați (1.500 mi2) ceea ce îl face să fie unul dintre cei mai mari aisberguri din lume.
În noiembrie 2023, A23a a fost observat deplasându-se pe lângă vârful nordic al Peninsulei Antarctice înspre Ocenul Antarctic.
În 1975, baza de cercetare rusă Drujnaia 1 a fost dislocată pe banchiza Filchner-Ronne și în 1986 s-a deplasat împreună cu A23a. Drept consecință, în 1987 a fost întreprinsă o misiune de salvare și în cele din urmă stația a fost recuperată și redenumită Drujnaia 3.